# Nisís Áyios Yeóryios (ö i Grekland, Attika)
Nisís Áyios Yeóryios (Saint Georgio I) är en ö i Grekland.   Den ligger i prefekturen Nomós Piraiós och regionen Attika, i den sydöstra delen av landet, 60 km söder om huvudstaden Aten. Arean är 4,6 kvadratkilometer.
Terrängen på Nisís Áyios Yeóryios är lite kuperad. Öns högsta punkt är 295 meter över havet. Den sträcker sig 3,5 kilometer i nord-sydlig riktning, och 4,0 kilometer i öst-västlig riktning.